# Araucogonia speciosa
Araucogonia speciosa är en tvåvingeart som beskrevs av Cortes 1976. Araucogonia speciosa ingår i släktet Araucogonia och familjen parasitflugor. Inga underarter finns listade i Catalogue of Life.